# تردمیل ضدجاذبه

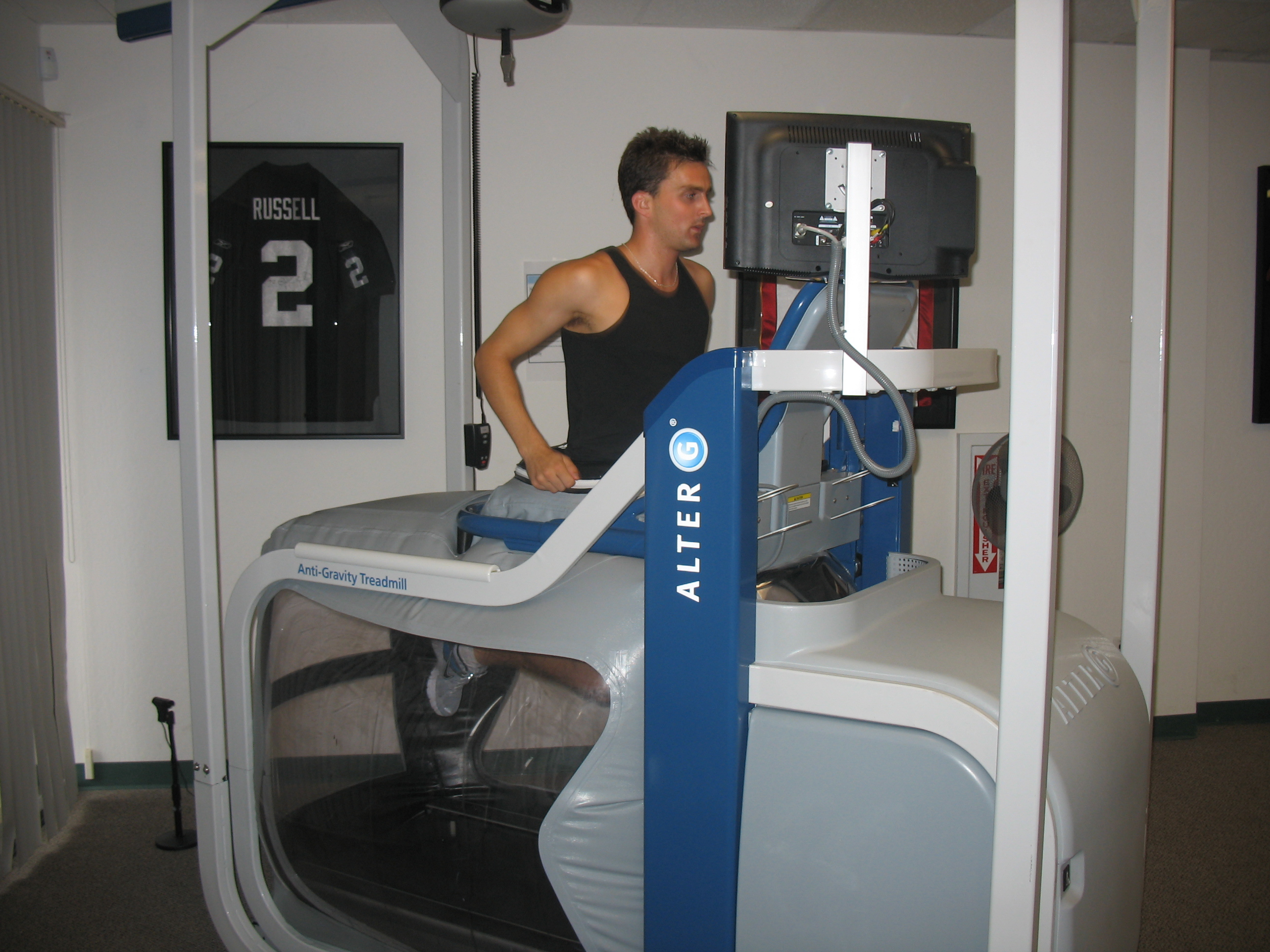
تردمیل ضد جاذبه M320

تردمیل ضد جاذبه (تردمیل ضدجاذبه) می‌تواند با کاهش وزن بیمار (تا ۸۰٪) وی را قادر سازد به صورت ارادی و فعال بر روی تردمیل گام بردارد و مهارت راه‌ رفتن خود را افزایش دهد. تردمیل ضدجاذبه، یک تردمیل استاندارد است که در یک محفظه‌ قابل تورم قرار گرفته‌ است. فرد با پوشیدن شلوارک مخصوص در داخل دستگاه جای می‌گیرد و سپس شلوارک به دستگاه زیپ می‌شود. در مرحلهٔ بعد توسط پمپ‌های تعبیه شده محفظه با هوا پر می‌شود. فشاری که درون محفظه‌ دربرگیرنده تردمیل ایجاد می‌شود منجر به اعمال نیروی بالابرنده‌ بر بدن می‌شود که در نتیجه‌ ی آن وزن فرد کاهش می‌ یابد. میزان این کاهش وزن با تغییر فشار درون محفظه کنترل می‌ شود. انتظار می‌رود هنگامی که بیمار در دستگاه تردمیل ضدجاذبه قرار می‌گیرد به علت کاهش وزنی که رخ می‌دهد بتواند راحت‌تر و با الگوی صحیح‌تر گام بردارد و در نتیجه در صورت تداوم تمرین فشرده با این دستگاه مهارت راه رفتن صحیح‌تر را بیاموزد.

## تاریخچه
در سال ۲۰۰۵ پیش ناسا (سازمان فضایی ملی ایالات متحدهٔ آمریکا) برای اینکه فضانوردان تجربه‌ راه‌ رفتن با بی‌وزنی را داشته باشند، یک تردمیل ضد جاذبه ساخت که می‌توانست با کاهش وزن، همان حس راه رفتن در خلاء را برای فضانوردان ایجاد کند. چند سال بعد این دستگاه جنبه‌ درمانی پیدا کرد و به عنوان یک روش توانبخشی مدرن برای درمان بیماری‌های عصبی-عضلانی مطرح شد. این دستگاه توسط سازمان هلال احمر برای بیمارستان نورافشار خریداری شده و در حال حاضر تنها دستگاه موجود در کشور می‌ باشد.